# Papiago
Papiago  (Papiagh in dialetto milanese) è una frazione di Trovo in provincia di Pavia.

## Storia
Papiago è un piccolo centro agricolo di antica origine, già parte della Campagna Soprana del territorio di Pavia.
Con la suddivisione della Lombardia austriaca in province (1786) Papiago fu assegnata alla provincia di Pavia.
In età napoleonica Papiago appartenne all'effimero dipartimento del Ticino, con capoluogo Pavia, e allo scioglimento di questo al dipartimento d'Olona, con capoluogo Milano. Con la costituzione del Regno Lombardo-Veneto (1815) Papiago fu assegnata alla provincia di Pavia.
All'Unità d'Italia (1861) il comune contava 460 abitanti. Nel 1871 il comune di Papiago fu aggregato a quello di Trovo.